# صناعة السكر

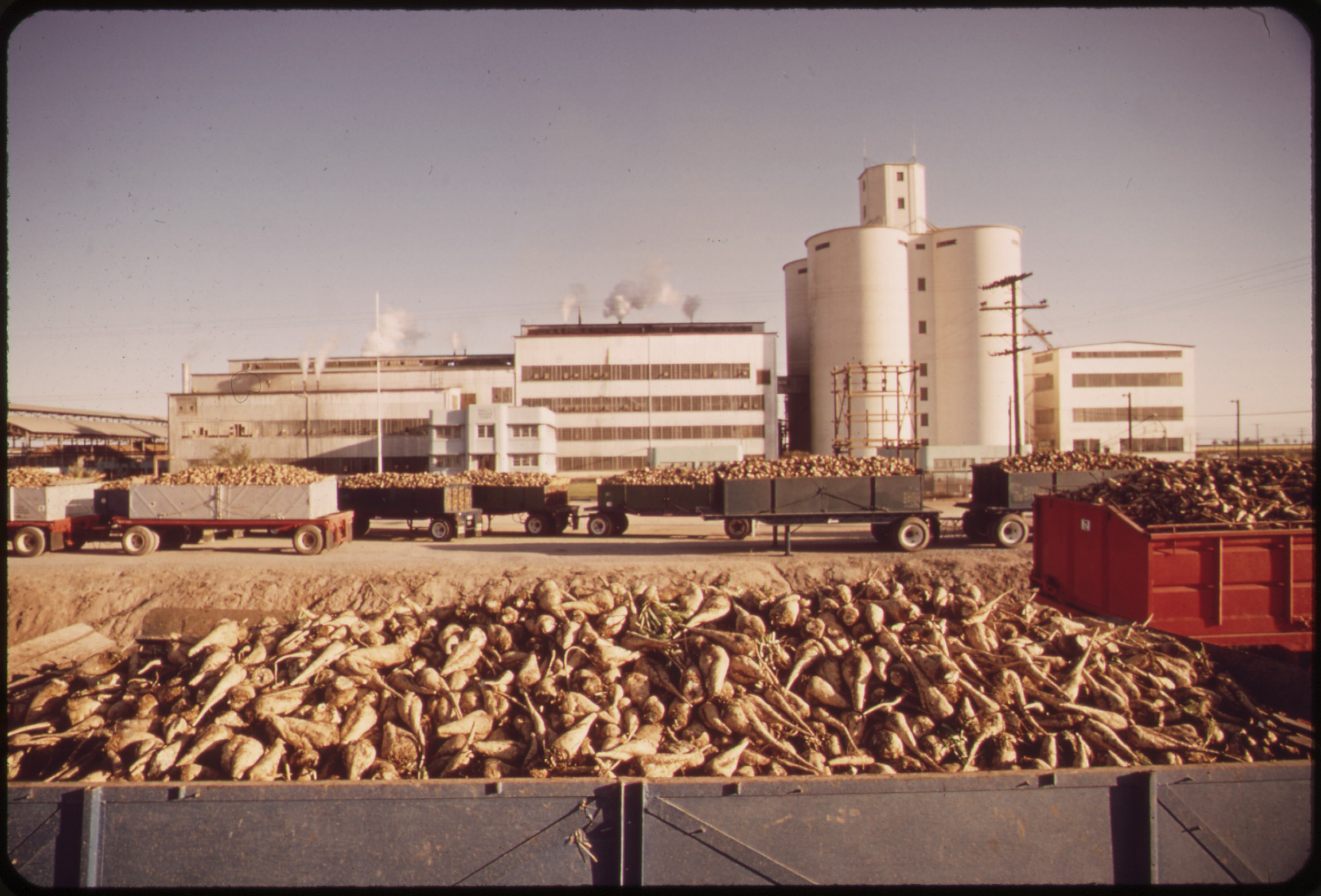
أكوام من الشمندر السكري في حاويات بانتظار المعالجة في منشأة لصناعة السكر في ولاية كاليفورنيا الأمريكية في سنة 1970.

تتضمن صناعة السكر مجموعة عمليات إنتاج وتكرير وتسويق السكر (غالباً على هيئة سكروز أو فركتوز). ينتج أغلب السكر عالمياً من قصب السكر (~80%) من المناطق الاستوائية، ومن الشمندر السكري (~ 20%) من المناطق المعتدلة.
يدخل السكر في العديد من الصناعات الغذائية. تقوم بعض الدول بدعم صناعة السكر حكومياً. أنتج عالمياً في سنة 2018 حوالي 185 مليون طن من السكر، وتصدرت الهند الإنتاج العالمي من السكر حينها، تلتها البرازيل ثم تايلند.